# Campionati del mondo Ultimate di atletica leggera 2026
I campionati del mondo Ultimate di atletica leggera 2026 (in ungherese 2026-as Ultimate atlétikai világbajnokság) sono stati la prima edizione dei campionati del mondo Ultimate di atletica leggera e si svolgeranno a Budapest (Ungheria) dall'11 al 13 settembre 2026.
La città di Budapest è stata selezionata il 3 giugno 2024 . La capitale ungherese ha ospitato i Campionati europei di atletica leggera nel 1998 e nel 2023.

## Stadio
Le gare si sono svolte nel nuovo Centro nazionale di atletica leggera (Nemzeti Atlétikai Központ) costruito per i campionati del mondo di atletica leggera del 2023 e che è stato ultimato nel marzo dello stesso anno con circa 34 000 posti a sedere (che verranno ridotti a 15 000 dopo i mondiali).